# I Should've Never Let You Go
I Should've Never Let You Go è il secondo singolo del gruppo musicale pop australiano Bardot, pubblicato il 29 maggio 2000 dall'etichetta discografica WEA.
Il singolo ha avuto un discreto successo in Australia e Nuova Zelanda ed è stato estratto dall'album di debutto del gruppo, l'eponimo Bardot.
La canzone è stata scritta da Hinda Hicks, Lotti Golden e Tommy Faragher e prodotta da quest'ultimo.

## Tracce
CD-Single (WEA 8573-83579-2 (Warner)
1. I Should've Never Let You Go - 4:27
2. Do It For Love - 4:11
3. I Should've Never Let You Go (Allstars Mix) - 5:22
4. I Should've Never Let You Go (Alex K Extended Dance Mix) - 6:25
5. I Should've Never Let You Go (MrTimothy.com) - 3:49
6. I Should've Never Let You Go (TNT Remix) - 4:06

- Extras: Poison (Video)

## Classifiche
| Classifica (2000) | Posizione raggiunta |
| ----------------- | ------------------- |
| Australia         | 14                  |
| Nuova Zelanda     | 25                  |